# 德拉戈尼
德拉戈尼（義大利語：Dragoni），是意大利卡塞塔省的一个市镇。总面积25平方公里，人口2148人，人口密度85.9人/平方公里（2009年）。ISTAT代码为061033。